# علی عبدو (کشتی‌گیر)
علی عبدو (انگلیسی: Ali Abdo؛ زادهٔ ۲ مهٔ ۱۹۸۱) کشتی‌گیر اهل استرالیا است.
او در سالهای ۱۹۹۸ - ۲۰۱۲ به مقام قهرمانی اقیانوسیه دست یافت و در موارد مختلف عناوین استرالیا را بدست آورد. عملکرد برجسته شامل سوم شدن در مسابقات قهرمانی جام ملت های کانادا ۲۰۰۸ و مشترک‌المنافع ۲۰۱۱ و سوم در مسابقات آفریقا است.
او به آموزش و رقابت ادامه می دهد و در ۱۲ آوریل ۲۰۱۴ به مسابقات مشترک‌المنافع ۲۰۱۴ در اسکاتلند راه یافت. اگرچه بیشتر اوقات خود را به کار استخوان سازی در ملبورن (استئوپاتی آوسنا) می گذراند ، علی همچنین آکادمی کشتی ملبورن را با برادر بزرگتر ، بلال عبدو که نماینده بازی های کشورهای مشترک‌المنافع بود اداره می کند.